# Carlos Castaneda
Carlos Castaneda (ur. 25 grudnia 1925 w Cajamarca, Perú, zm. 27 kwietnia 1998 w Los Angeles) – amerykański antropolog, autor serii kontrowersyjnych książek opisujących jego naukę szamanizmu (starożytna toltecka magia) wśród Indian z Meksyku.
W 1960 miał on spotkać szamana z plemienia Yaqui o imieniu don Juan Matus. Twierdził, że odziedziczył po don Juanie pozycję naguala, przywódcy grupy „widzących”. Terminu nagual używał również jako określenia tego, co jest niepoznawalne, nieznane i niemożliwe do poznania; twierdził, że dla jego grupy „widzących” don Juan był w pewnym sensie połączeniem z niepoznawalnym. Zwrot nagual jest używany przez antropologów jako określenie szamana czy czarownika, który jest zdolny do zmiany kształtów lub przybrania formy zwierzęcej, a także do określenia formy, w jaką szaman może się przekształcić.
Prace Castanedy zawierają opisy paranormalnych lub magicznych doświadczeń, kilkunastu technik psychologicznych, tolteckich rytuałów magicznych, szamanizmu oraz doświadczeń z psychodelikami (np. z pejotlem). Prace Carlosa Castanedy zostały sprzedane w 8 milionach egzemplarzy, przetłumaczono je na 17 języków, w tym polski.

## Życiorys
Castaneda twierdził, że urodził się w São Paulo, w Brazylii, w dzień Świąt Bożego Narodzenia 1931 roku. Dokumenty imigracyjne pokazują jednak, że urodził się sześć lat wcześniej w Cajamarca w Peru. Zanglicyzował swoje nazwisko zmieniając „ñ” (w Castañeda) na „n”. Przeprowadził się do USA we wczesnych latach 50. i stał się obywatelem amerykańskim w 1957 roku. Studiował na Uniwersytecie Kalifornijskim w Los Angeles (UCLA) (B.A. 1962; Ph. D. 1970).
Castaneda napisał dwanaście książek i kilkanaście prac akademickich szczegółowo opisujących jego doświadczenia z Indianami Yaqui zamieszkującymi środkowy Meksyk. Jego trzy pierwsze książki, Nauki Don Juana, Odrębna Rzeczywistość i Podróż do Ixtlan napisał będąc studentem antropologii na Uniwersytecie Kalifornijskim. Napisał te książki, traktując je jako dziennik badań opisujący jego terminowanie u tradycyjnego szamana o imieniu don Juan Matus. Castaneda otrzymał tytuły magistra i doktora za prace opisane w tych książkach.
Jego praca została skrytykowana przez środowisko akademickie i jest postrzegana jako wysoce podejrzana, jeśli spojrzeć na nią przez pryzmat tradycyjnej antropologicznej pracy w terenie. Wielu próbowało szukać potwierdzenia prac Castanedy w jego osobistej historii oraz w historiach jego uczniów. Przeciwnicy twierdzą, że Castaneda pisał w stylu alegorycznym charakterystycznym dla wielu rdzennych kultur indiańskich. Niektórzy uważają prace Castanedy za największe mistyfikacje naukowe od czasów „Człowieka z Piltdown”.
Najbardziej kontrowersyjnym aspektem jego pracy są opisy używania roślin psychodelicznych jako środków pomagających w osiąganiu odmiennych stanów świadomości. W dwóch pierwszych książkach Castaneda pisze, że „ścieżka wiedzy” wymaga użycia silnych lokalnych roślin, takich jak pejotl czy bieluń (datura). W swojej trzeciej książce Droga do Ixtlan stwierdza, że don Juan użył na nim tych roślin, aby pokazać, że doświadczenia będące poza tymi znanymi z codziennego życia są prawdziwe i namacalne.
Później Castaneda wyrzekł się używania wszelkich psychodelików do tych celów, twierdząc że mogą one uszkodzić „świetlistą kulę” (ciało energetyczne) oraz ciało fizyczne.
Jego czwarta książka, Opowieści o mocy, zakończona jest opisem skoku Castanedy z urwiska, który był jego przejściem z ucznia na człowieka wiedzy (a zarazem skokiem z tonala w nieznane). Niektórzy pisarze twierdzili, że będzie to oznaczać koniec jego serii książek. Okazało się jednak, że Castaneda kontynuował pracę pisarską. Pomimo narastającej fali krytyki Castaneda zdołał utrzymać swoją popularność wśród czytelników. Opublikowanych zostało łącznie dwanaście jego książek oraz trzy filmy.
W 1997 Castaneda wniósł pozew przeciwko byłej żonie Margaret Runyan Castaneda. Dotyczył on książki Magiczna podróż z Carlosem Castanedą; sprawa została umorzona po śmierci Castanedy.
Castaneda zmarł prawdopodobnie 27 kwietnia 1998 roku na raka wątroby w Los Angeles. Niewiele wiadomo o jego śmierci. Nie było publicznego pogrzebu; prawdopodobnie został skremowany, a jego prochy wysłane do Meksyku.
W książce Aktywna strona nieskończoności wydanej w 1998 roku, czyli już po jego śmierci, znajduje się dedykacja dla profesora Harolda Garfinkela oraz profesora Clementa Meighana.

## Twórczość
Dwanaście książek „popularnonaukowych” (Castaneda pisał też prace akademickie) jest zorganizowanych w trzy zbiory po cztery, każdy zbiór odpowiada tolteckim sztukom: sztuce wojownika, sztuce podchodzenia oraz sztuce intencji. Dla każdej ze sztuk istnieje również kompendium, które opisuje najistotniejsze ze wszystkich nauk danej serii. Trzy kompendia w ramach tych zbiorów zostały opublikowane pośmiertnie.
Sztuka wojownika:
- Nauki Don Juana (1968)
- Odrębna rzeczywistość (1971)
- Podróż do Ixtlan (1972)
- Kompendium: Magiczne Kroki (1998)

Sztuka podchodzenia:
- Opowieści o mocy (1974)
- Drugi krąg mocy (1977)
- Dar orła (1981)
- Aktywna strona nieskończoności (1999)

Sztuka intencji:
- Wewnętrzny ogień (1984)
- Potęga milczenia (1987)
- Sztuka śnienia (1993)
- Kompendium: Koło Czasu (2000)

Poniższa lista definiuje ogólnie każdą ze sztuk:
1. Sztuka wojownika – sztuka ta rozpoczyna podróż ze świata tonala (świat materialny) do świata naguala (duch). Podczas tego stadium wojownik-podróżnik usiłuje zmniejszyć poczucie własnej ważności oraz „gromadzić energię”. Przede wszystkim uczeń jest nakłaniany do podjęcia działań oraz wzięcia pełnej odpowiedzialności za swoje życie.
2. Sztuka podchodzenia – adept sztuki podchodzenia dąży do oczyszczenia i gromadzenia „energii” oraz do wzmocnienia swojej więzi z duchem. Wojownik-podróżnik staje się nieskazitelny poprzez doświadczalne sprawdzanie tego połączenia i porzucanie swoich wątpliwości, akceptowanie swojego losu oraz kontynuowanie swojej podróży na ścieżce serca.
3. Sztuka intencji – kiedy wojownik-podróżnik zgromadzi wystarczającą ilość dodatkowej „energii”, osobistej mocy, aktywowana jest uśpiona druga uwaga. Śnienie staje się możliwe. Wojownik-podróżnik podtrzymuje nieskazitelność, idzie swoją drogą „z sercem” i czeka, aby „otworzyć się na wolność”.

Książki Castanedy mogą być czytane jako dzieła filozoficzno-pragmatyczne, które przedstawiają świat, w którym osoba może żyć swoim własnym życiem. Istnieje światowy ruch praktykujących tę filozofię (Cleargreen), starający się praktycznie wykorzystywać idee Castanedy niezależnie, lub po konsultacjach z osobami związanymi z Castanedą.